# Landesregierung Kery V
- SPÖ: 4
- ÖVP: 3

Die Landesregierung Kery V unter Landeshauptmann Theodor Kery (SPÖ) bildet die Burgenländische Landesregierung von der Wahl durch den Burgenländischen Landtag in der XII. Gesetzgebungsperiode am 29. Oktober 1982 bis zur Angelobung der Landesregierung Sipötz am 30. Oktober 1987. 
Die Burgenländische Landesregierung setzte sich nach der Landtagswahl 1982 erstmals aus sieben Personen zusammen und wurde gegenüber den zuvor amtierenden Landesregierungen um eine Person erweitert. Vier der sieben Vertreter stellte die Sozialdemokratische Partei Österreichs (SPÖ), drei Personen waren Mitglieder der Österreichischen Volkspartei (ÖVP). Die Regierung setzte nach der Landtagswahl 1982 ihre Arbeit personell nahezu unverändert fort. Lediglich Karl Stix war als neues Mitglied hinzugekommen. Helmuth Vogl (SPÖ) legte sein Amt am 11. Juli 1983 zurück, für ihn wurde am selben Tag Josef Schmidt zum Landesrat gewählt. 
Auch Landesrat Gerald Mader schied mit 19. November 1984 aus der Landesregierung aus. Für ihn wurde am 19. November Johann Sipötz (SPÖ) als Landesrat nachgewählt. Nach dem Rückzug von Rudolf Grohotolsky (ÖVP) am 26. Jänner 1986 wurde am 27. Jänner 1986 der ehemalige Landeshauptmann-Stellvertreter Franz Sauerzopf erneut in dieses Amt gewählt. Josef Wiesler (ÖVP) legte sein Amt am 18. März 1987 zurück, Paul Rittsteuer (ÖVP) folgte ihm ab 19. März 1987 als Landesrat nach. 

## Regierungsmitglieder
| Amt                                                     | Name               | Partei | Zuständigkeitsbereiche |
| ------------------------------------------------------- | ------------------ | ------ | ---------------------- |
| Landeshauptmann                                         | Theodor Kery       | SPÖ    |                        |
| Landeshauptmann-Stellvertreter                          | Rudolf Grohotolsky | ÖVP    |                        |
| Landesrat                                               | Josef Schmidt      | SPÖ    |                        |
| Landesrat                                               | Johann Sipötz      | SPÖ    |                        |
| Landesrat                                               | Karl Stix          | SPÖ    |                        |
| Landesrat                                               | Johann Karall      | ÖVP    |                        |
| Landesrat                                               | Paul Rittsteuer    | ÖVP    |                        |
| Vorzeitig ausgeschiedene Mitglieder der Landesregierung |                    |        |                        |
| Landeshauptmann-Stellvertreter                          | Rudolf Grohotolsky | ÖVP    |                        |
| Landesrat                                               | Gerald Mader       | SPÖ    |                        |
| Landesrat                                               | Helmuth Vogl       | SPÖ    |                        |
| Landesrat                                               | Josef Wiesler      | ÖVP    |                        |